# At kende sandheden
At kende sandheden er en dansk film fra 2002, der er skrevet og instrueret af Nils Malmros. Filmen handler om Nils Malmros' far, kirurgen Richard Malmros, der under 2. verdenskrig må benytte stoffet Thorotrast til sine hjerneoperationer.
Dette bliver opdaget mange år senere, da en journalist finder ud af, at myndighederne — og Richard Malmros — senere blev bekendt med at stoffet var kræftfremkaldende, ikke fortalte patienterne om deres forøgede kræftrisiko og samtidig i nogen grad har haft mulighed for at bruge et et andet stof — perabrodil.
Dette er ifølge Nils Malmros dog kun en ramme for filmen, der mere fokuserer på at tegne et portræt af en jysk mand opvokset i en arbejderfamilie i Esbjerg.
Det indremissionske miljø påvirker Richard Malmros' barndom, hvorefter han forsøger at bryde den sociale arv og bliver læge.
En skyldfølelse bliver dog hængende i Malmros, der på et tidspunkt ender på randen af selvmord.

## Film og virkelighed
Filmen er bygget på virkelige begivenheder, men er ikke en dokumentarfilm.
Virkelighedens "private" navne er bibeholdt i filmen, mens offentlige navne er ændret.
Journalisten, der i filmen hedder Knoblau og spilles af Peter Schrøder, er bygget over journalisten Jens Jørgen Espersen der fik Cavlingprisen for afdækningen af Thorotrast-sagen.
Patienten Karl der opereres i begyndelsen af filmen er bygget over en virkelig patient.
I filmen får Karl Thorotrast og Richard Malmros-figuren gennemfører derefter en succesfuld operation.
Den virkelige "Karl"'s tilfælde var mere kompliceret:
Han led af prokollagen III mangel hvilket medførte at han både fik flere såkaldte subarachnoidale hjerneblødninger nok som følge af en aneurysmer og led af såkaldt coarctatio, der forårsagede forhøjet blodtryk.
Virkelighedens "Karl" blev overført til Stockholm hvor han som den første dansker undergik en operation for coarctatio.
I filmens og i virkelighedens verden lagde enken sag an efter at "Karl" som voksen døde af kræft.
Riber-figuren er — øjensynligt — mere fiktiv.
Neurokirurgen Sven Ethelberg virkede som virkelighedens Richard Malmros i Aarhus og deres stridigheder medførte en opdeling af neurokirurgien i Aarhus.
En strid, der fører til opdeling mellem Riber og Malmros, skildres også i filmen.
I en artikel i Filmmagasinet Ekko i 2006 beskyldte Poul Behrendt Nils Malmros for at bygge Riber-figuren over professor John Riishede med ordene:

Historien er den stærkest tænkelige sværtning af "Ribers" alter ego, afdøde professor, dr.med. John Riishede, der som medlem af Retslægerådet havde bekendt sin inhabilitet til Ritzaus Bureau året før — samme år, som Richard Malmros fyldte 80.

Nils Malmros kunne dog allerede i samme nummer af tidsskriftet oplyse at John Riishede ikke var ansat på den neurokirurgiske afdeling på Århus Kommunehospital da Thorotrast blev brugt, og Poul Behrendt svarede derefter

Som enhver kan se af forrige nummer af Ekko, identificerer jeg netop ikke John Riishede med "Ribers" rolle i At kende sandheden.

Efter at Poul Behrendt igen i bogen Den hemmelig note satte John Riishede som Ribers alter ego skrev Nils Malmros:

Er jeg ene om at være forvirret? I hvert fald er Poul Behrendt her enten pinligt selvdementerende eller ekstremt subtil.

I en 2008 artikel i tidsskriftet Kritik beskyldte Poul Behrendt derefter en 1. reservelæge for at have foretaget en fejlagtig Thorotrastundersøgelse på "Karl"-patienten, men Nils Malmros kunne så oplyse at det havde 1. reservelægen ikke.

## Medvirkende
- Lasse Brovst Andersen
- Jens Albinus
- Ida Dwinger
- Niels Ellegaard
- William Rosenberg
- Søren Østergaard
- Michael Asmussen
- Stig Hoffmeyer
- Birthe Neumann
- Elin Reimer
- Lars Lunøe
- Birthe Backhausen
- Niels Borksand
- Anders Hove
- Preben Harris
- Peter Hesse Overgaard
- Birgit Sadolin
- Waage Sandø
- Peter Schrøder
- Thomas Bendixen
- Ida Malene Kjær Svennum
- Niels Skousen
- Lise Stegger
- Henrik Vestergaard
- Martin Ringsmose
- Frank Gundersen
- Mette Kolding
- Vibeke Ankjær Axværd

Forsvarsadvokaten Bent Nielsen medvirkede i en mindre rolle som forsvarsadvokat.

## Henvisning
1. 1 2  Nils Malmros (24. oktober 2008). "Poul Behrendts clairvoyante sandhed". Weekendavisen.
2. ↑  Poul Behrendt (2006). "Thorotrast som sandhedsserum?". Ekko.
3. ↑  Nils Malmros (april 2008). "At fejlfortolke sandheden". Kritik.{{cite journal}}:  CS1-vedligeholdelse: url-status (link)